# 인제스피디움

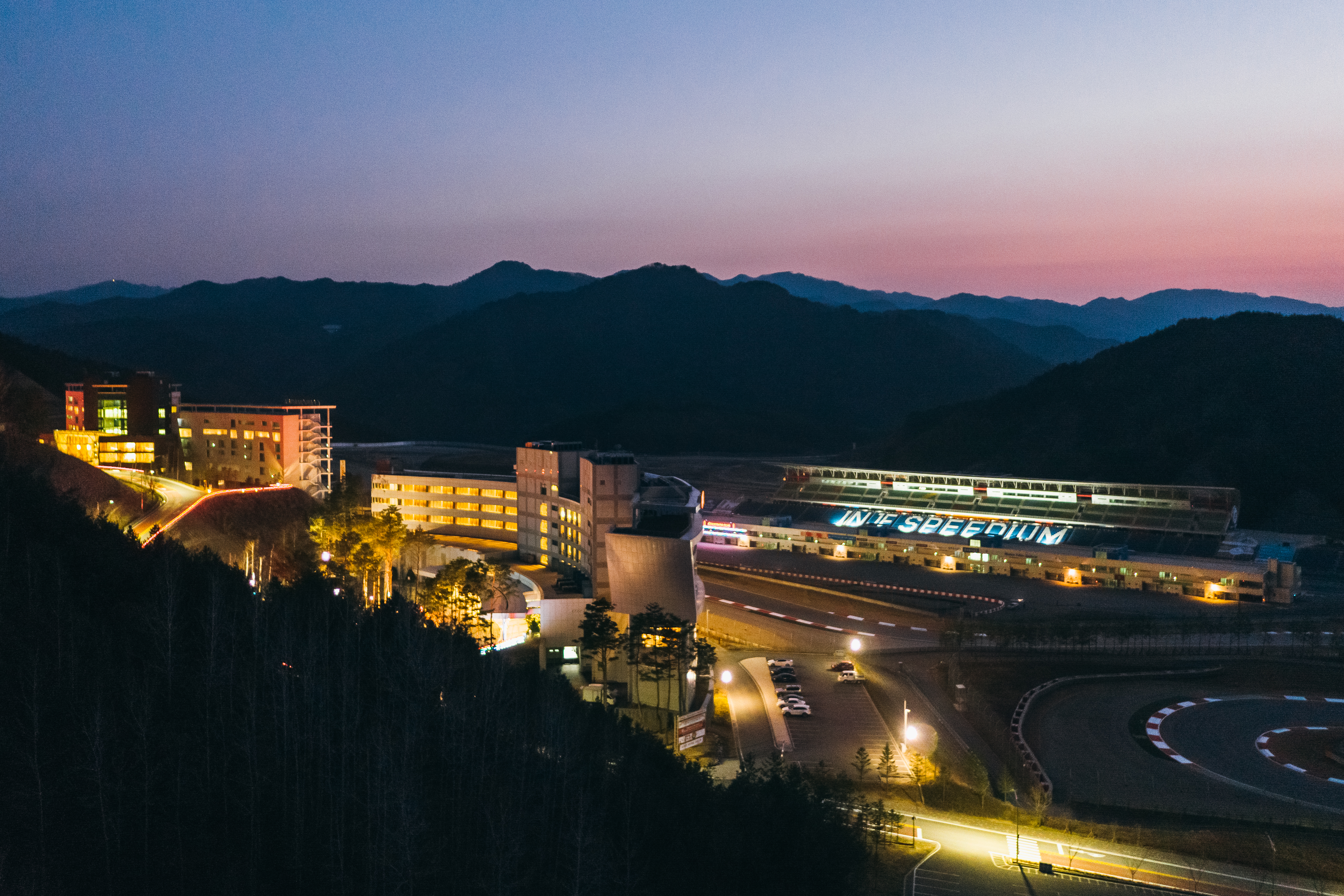
인제 스피디움 전경

인제스피디움(Inje Speedium)은 대한민국 최초의 자동차 테마파크이자 복합레저시설로 특히 경주장의 경우 용인스피드웨이(1994년), 태백레이싱파크(2003년), 코리아 인터내셔널 서킷(2010년)에 이은 네번째 공인 자동차 경주장이다. 또한 한국관광공사에서 인증한 4성급 호텔과 코리아 유니크베뉴로 지정되어 있는 복합레저시설이다.
강원특별자치도 인제군 기린면 북리 632 일대에 위치하며, 총면적 139만 9000m2이다.
주력 사업은 자동차 경주장을 기반으로 하는 사업이나 최근에는 객실과 체험시설이 일반인들에게 알려지면서 점차 방문객이 증가하고 있으며, 속초나 양양과의 접근성이 개선되면서 동해안 대비 좋은 시설을 기반으로 다양한 고객층이 방문하고 있으며, 2018년 평창동계올림픽 당시 북한응원단이 장기간 체류한 곳으로 그 동안 서킷 이외에는 대중에게 관심을 받지 못했으나 이를 계기로 대중에게 널리 알려지는 계기가 되었다.
삼팔선이 서킷을 관통한다. 컨트롤타워가 정확히 삼팔선 위에 놓여있다.

## 개요
2011년 2월 태영건설에서 착공을 시작해 2013년 5월 25일에 개장했으며, 공사비는 1,526억원이다. 총 길이 3.908km의 서킷과 부대 시설을 포함한 자동차 경기장, 모터스포츠 체험시설, 호텔과 콘도 등 숙박시설을 갖추고 있다.
호텔은 지하 1층, 지상 7층, 134실이며 콘도는 지하 1층, 지상 8층, 118실이다. 거의 모든 객실에서 자동차 경기 관람이 가능하며, 지하통로를 통해 서킷 패독과 연결된다.
메인 그랜드 스탠드는 3층으로 2만석 규모이며, 기타 컨트롤타워, 클래식카박물관, ATV전동카트, 북측응원단 특별전시관, 타임갤러리, 실내놀이터, 레저카트 등의 다양한 체험 관람시설이 있고, 서킷에서는 서킷카트, 서킷사파리, 서킷택시 등 다양한 체험이 가능한 곳으로 2019년 코리아 유니크베뉴에 선정 될 만큼 다양한 전시 체험 공간으로 이루어져 있다.

## 레이아웃

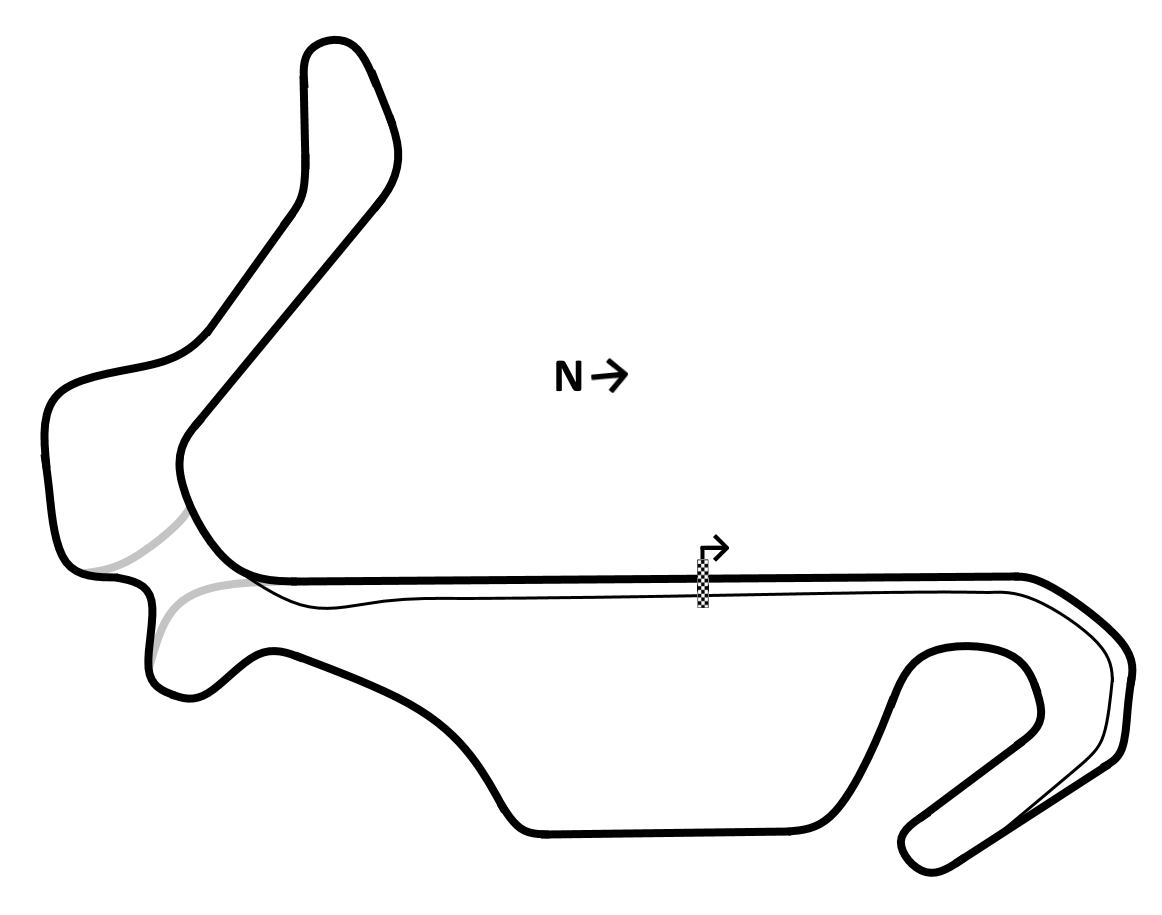
인제 스피디움 풀코스 서킷 레이아웃

서킷의 전체 길이는 3.908km이며 코너 수는 19개. 특히 국내 최초로 서킷의 구간을 북쪽 트랙과 남쪽 트랙으로 나누어 따로따로 레이스를 운용할 수 있어 서킷의 활용도가 상당히 커졌다. 북쪽 트랙만의 길이는 2.577km, 남쪽 코스의 길이는 1.3km.
코너도 구간마다 다양하게 펼쳐져 있으며 고저차도 국내 서킷 중에서는 개장 이래로 가장 크기 때문에 공략이 상당히 어렵고 재밌다. 오죽하면 개장 이후 어지간한 자동차 리뷰 사이트에서 이루어지는 국내외 자동차의 성능테스트식 리뷰와 차덕후들의 올타임 떡밥인 차량 및 부속의 실성능 검증과 랩타임 대결은 사실상 전부라고 해도 과언이 아닐정도로 인제 스피디움에서 이루어진다고 보면 된다. 그만큼 잘 만들어진 서킷이며 관리도 잘 이루어진다는 이야기.
특히 그랜드 스타트 직후 1코너처럼 최고 속도로 질주하다 내리막 복합 코너를 만나 급격한 감속과 코너링을 동시에 하거나 구간별 상승, 하강이 급격해서 구동 방식에 따라서 그립력이 떨어지는 코너, 삐끗해서 연석을 잘못 밟으면 그대로 횡G를 받으며 전복이 될 수도 있는 역뱅크 코너, 저속 헤어핀 등 테크니컬 & 블라인드 코너가 다양하게 펼쳐져 있는 만큼 순간의 실수가 바로 코스아웃이나 사고로 이어질 수 있다. 그만큼 이 서킷의 특색인 코너에서 뉘르부르크링처럼 고저차로 인한 부하와 횡G로 인한 부하가 동시에 걸리기 때문에 차량에 부하가 굉장히 많이 걸리므로 다른 서킷보다 철저하고 잦은 정비가 필요하다는 점은 유의해야 한다. 심심하면 엔진 블로우로 렉카차 신세를 지는 차들이 한대씩은 나온다

## 시설
트랙 디자인은 미국의 유명 설계자인 알란 윌슨이 맡았으며, FIA의 그레이드2 규격을 충족하여 F1 대회를 제외한 모든 대회들을 유치할 수 있다. 전체 길이는 3.908km로 태백레이싱파크(2.5km)보다 길지만 영암 코리아 인터내셔널 서킷(5.6km)보다는 짧다. 폭은 13~15m로 비슷하다. 2.6km의 A코스와 1.3km의 B코스로 나눠 동시운영도 가능하다.
호텔은 한국관광공사에서 인증한 4성급 호텔로 지하 1층, 지상 7층, 134실이며 콘도는 지하 1층, 지상 8층, 118실이다. 거의 모든 객실에서 자동차 경기 관람이 가능하며, 지하통로를 통해 서킷 패독과 연결된다.
메인 그랜드 스탠드는 3층으로 2만석 규모이며, 기타 컨트롤타워, 클래식카박물관, ATV전동카트, 북측응원단 특별전시관, 타임갤러리, 실내놀이터, 레저카트 등의 다양한 체험 관람시설이 있고, 서킷에서는 서킷카트, 서킷사파리, 서킷택시 등 다양한 체험이 가능한 곳으로 한국관광공사의 코리아 유니크베뉴에 선정 될 만큼 다양한 전시 체험 공간으로 이루어져 있다.

## 주요경기

#### 현재 열리는 레이스
- 슈퍼레이스
- 현대 N 페스티벌
- 넥센타이어 스피드레이싱
- 엑스타 슈퍼챌린지 (2020년 코로나-19로 잠정중단)
- 월드 투어링카 챔피언십 (2021년 개최예정)

과거 열렸던 레이스
- 슈퍼다이큐
- 아시안 르망시리즈
- 투어링 카 레이스 코리아 컵
- 코리아스피드페스티벌 (2019년 이후 대회중단)